# Daily Bread
Albums par Apollo Brown
Clouds
(2011) Trophies
(2012)
Daily Bread est un album collaboratif d'Apollo Brown et Hassaan Mackey, sorti le 26 juin 2011.

## Liste des titres
| No  | Titre                              | Contient un (des) sample(s) de                | Durée |
| --- | ---------------------------------- | --------------------------------------------- | ----- |
| 1.  | Daily Bread Intro                  |                                               | 1:01  |
| 2.  | Volume                             | When a Man Loves a Woman des Elgins           | 2:53  |
| 3.  | Something                          |                                               | 3:09  |
| 4.  | Dollar Bill Hill                   | A Change Is Gonna Come de Jerry Butler        | 3:17  |
| 5.  | Elephants                          | Going in Circles du Flaming Ember             | 3:10  |
| 6.  | Different World                    | Rodeo d'Ennio Morricone                       | 0:57  |
| 7.  | Weak Won't Do                      | That's How Strong My Love Is de Little Milton | 3:18  |
| 8.  | The Trenches (featuring Sean Born) | Do What You Gotta Do de Roberta Flack         | 3:22  |
| 9.  | Tell Me                            | Where Can I Go de Marlena Shaw                | 3:30  |
| 10. | Mackey's Lament                    |                                               | 3:01  |
| 11. | Heroes                             |                                               | 0:54  |
| 12. | Megaphone                          |                                               | 3:33  |
| 13. | Higher (featuring Finale)          |                                               | 3:20  |
| 14. | The Note                           | Dear Bobby (The Note) de Bobby « Blue » Bland | 2:21  |
| 15. | Like a Diamond                     |                                               | 3:57  |

| 16. | The Trenches (Remix) (featuring Sean Born) | 3:23 |
| 17. | Elephants (Remix)                          | 3:09 |
| 18. | Night Time (Remix)                         | 3:10 |
| 19. | The Note (Gensu Dean Remix)                | 2:34 |

1. ↑   (en) « Apollo Brown & Hassaan Mackey Daily Bread Review », HipHopDX (consulté le 26 août 2013)
2. ↑   (en) « Hassan Mackey and Apollo Brown :: Daily Bread :: Mello Music Group », RapReviews (consulté le 26 août 2013)
3. ↑   (en) « Hassaan Mackey & Apollo Brown Daily Bread », Mello Music Group (consulté le 26 août 2013)
4. ↑   (en) « Les samples d'Apollo Brown », Du-Bruit (consulté le 26 août 2013)